# Atletica leggera ai Giochi della XXVIII Olimpiade - 100 metri ostacoli

Video della Finale (telecronaca in francese)

Video della Finale (telecronaca in inglese)

I 100 metri ostacoli hanno fatto parte del programma di atletica leggera femminile ai Giochi della XXVIII Olimpiade. La competizione si è svolta dal 22 al 24 agosto 2004 allo Stadio Olimpico di Atene.

## Presenze ed assenze delle campionesse in carica
| Competizione         | Atleta                | Prestazione | Atene 2004 |
| -------------------- | --------------------- | ----------- | ---------- |
| Olimpiadi 2000       | Olga Shishigina       | 12”65       | Rit. 2001  |
| Commonwealth 2002    | Lacena Golding-Clarke | 12”77       | Presente   |
| Europei 2002         | Glory Alozie          | 12”73       | Presente   |
| Coppa del mondo 2002 | Gail Devers           | 12”65       | Presente   |
| Panamericani 2003    | Brigitte Foster       | 12”67       | Presente   |
| Africani 2003        | Angela Atede          | 13”01w      | Non qual.  |
| Mondiali 2003        | Perdita Felicien      | 12”53       | Presente   |
|                      |                       |             |            |
| Mondiali junior 2000 | Susanna Kallur        | 13”02       | Presente   |

1. ↑  In batteria la Foster stabilisce il nuovo record dei Giochi con 12"66.

## La gara
Il numero delle partecipanti è lo stesso di quattro anni prima: 38. Però ad Atene sono cancellati i Quarti: dalle batterie si passa direttamente alle semifinali. Nel 2000 ci si era qualificate alle semifinali con 13”11. Ad Atene, alcune atlete fanno un tempo migliore, però escono al primo turno: Aurelia Trywiańska (13”01), Linda Ferga (13”02). Non termina la sua batteria Gail Devers: alla sua ultima partecipazione olimpica, la migliore ostacolista degli anni novanta accusa un risentimento al polpaccio e si ritira.
Durante il riscaldamento prima della seconda semifinale, Brigitte Foster (Jam), vice-campionessa mondiale, s'infortuna e deve rinunciare. La prima serie è vinta da Perdita Felicien (12"49); Glory Alozie giunge solo sesta (12"62).
Joanna Hayes si aggiudica la seconda (12"48). La Felicien (Can) e la Hayes (USA) sono le due favorite per il titolo.
La finale di Perdita Felicien è brevissima: colpisce nettamente il primo ostacolo e cade distesa, coinvolgendo, suo malgrado, Irina Shevchenko (Rus). La gara prosegue con Joanna Hayes che pensa solo a non sbagliare niente; ci riesce e vince l'oro.

Anche Olena Krasovska (Ukr) fa la gara della vita e coglie un argento che vale oro (è giunta ad Atene con un personale di 12"74). Melissa Morrison replica il bronzo di Sydney 2000.

La delegazione russa richiede la ripetizione della gara, ma la giuria le dà torto.

## Risultati

### Turni eliminatori
Il numero di partecipanti è lo stesso di quattro anni prima: 38. Però ad Atene sono cancellati i Quarti: dalle batterie si passa direttamente alle semifinali.  
| 5 Batterie   | 22 agosto | 38 partenti   | Si qualificano le prime 2 + i 6 migliori tempi. |
| 2 Semifinali | 23 agosto | 8 + 8         | Si qualificano le prime 4.                      |
| Finale       | 24 agosto | 8 concorrenti |                                                 |

### Finale
Record mondiale e olimpico
| Record mondiale                         | 12"21 | Jordanka Donkova | 20 agosto 1988    | Stara Zagora (Bul)   |
| Record olimpico                         | 12"38 | Jordanka Donkova | 30 settembre 1988 | Seul (Corea)         |
| Miglior prestazione mondiale stagionale | 12"46 | Perdita Felicien | 19 giugno 2004    | Eugene (Stati Uniti) |

Stadio olimpico, martedì 24 agosto, ore 22:30.
| Pos      | Paese       | Atleta                | Tempo |
| -------- | ----------- | --------------------- | ----- |
|          | Stati Uniti | Joanna Hayes          | 12"37 |
|          | Ucraina     | Olena Krasovska       | 12"45 |
|          | Stati Uniti | Melissa Morrison      | 12"56 |
| 4        | Russia      | Maria Korotejova      | 12"72 |
| 5        | Giamaica    | Lacena Golding-Clarke | 12"73 |
| 6        | Canada      | Angela Whyte          | 12"81 |
| Ritirata | Canada      | Perdita Felicien      |       |
| Ritirata | Giamaica    | Irina Schevchenko     |       |